# I Don't Like Mondays
"I Don't Like Mondays" é uma canção do grupo irlandês The Boomtown Rats sobre o tiroteio de 1979 na Cleveland Elementary School em San Diego. Foi lançado em 1979 como o primeiro single de seu terceiro álbum, The Fine Art of Surfacing. A canção foi um single número um no UK Singles Chart por quatro semanas durante o verão de 1979, e classificada como o sexto maior sucesso do Reino Unido em 1979. Escrito por Bob Geldof e Johnnie Fingers, a balada ao piano foi o segundo single da banda a alcançar o número um na parada do Reino Unido.
A canção rapidamente tornou-se sucesso, ficando em primeiro lugar das paradas em 30 países - menos nos Estados Unidos, onde não foi lançada como single em deferência às vítimas.

## Antecedentes e escrita
De acordo com Geldof, ele escreveu a música depois de ler um relatório de telex na estação de rádio do campus da Universidade do Estado da Geórgia, WRAS, sobre o tiroteio de Brenda Ann Spencer, de 16 anos, que atirou em crianças em um playground da escola, na Grover Cleveland Elementary School em San Diego, Califórnia, em 29 de janeiro de 1979, matando dois adultos e ferindo oito crianças e um policial. Spencer não mostrou nenhum remorso por seu crime; sua explicação para suas ações foi "Eu não gosto de segundas-feiras. Isso anima o dia". Geldof foi contatado por Steve Jobs para fazer um show para a Apple, inspirando a linha de abertura sobre um "chip de silício". A música foi apresentada pela primeira vez menos de um mês depois.
Geldof explicou como ele escreveu a música:

Eu estava fazendo uma entrevista de rádio em Atlanta com Johnnie Fingers e havia uma máquina de telex ao meu lado. Li assim que saiu. Não gostar de segundas-feiras como motivo para matar alguém é um pouco estranho. Eu estava pensando nisso no caminho de volta para o hotel e acabei de dizer que 'o chip de silício dentro da cabeça dela mudou para sobrecarga'. Eu escrevi isso. E os jornalistas que a entrevistaram disseram: 'Diga-me por quê?' Foi um ato tão sem sentido. Foi o ato perfeito e sem sentido e esta foi a razão perfeita e sem sentido para fazê-lo. Então talvez eu tenha escrito a música perfeita e sem sentido para ilustrá-la. Não foi uma tentativa de explorar a tragédia.
Geldof originalmente pretendia que a música fosse um lado B, mas mudou de ideia depois que a música foi bem-sucedida com o público na turnê dos Rats nos EUA. A família de Spencer tentou impedir que o single fosse lançado nos Estados Unidos, mas não teve sucesso.
Nos últimos anos, Geldof admitiu que se arrependeu de escrever a música porque "tornou Brenda Spencer famosa".
Em 2019, Bob Geldof e Johnnie Fingers chegaram a um acordo em sua disputa sobre quem escreveu a música, até então creditada exclusivamente a Geldof. Fingers recebeu um acordo financeiro e co-crédito.

## Posição nas paradas musicais
Apesar de alcançar o número um no Reino Unido, só alcançou o número 73 na Billboard Hot 100 dos EUA.

## Prêmios
No Reino Unido, a canção ganhou as categorias Melhor Canção Pop e Melhor Letra Britânica no Ivor Novello Awards.